# Zeuctoboarmia ruandana
Zeuctoboarmia ruandana är en fjärilsart som beskrevs av Claude Herbulot 1981. Zeuctoboarmia ruandana ingår i släktet Zeuctoboarmia och familjen mätare. Inga underarter finns listade i Catalogue of Life.